# 中地宏
中地 宏（なかち ひろし、1932年3月2日 - 2022年10月25日）は、日本の公認会計士。
日本人の公認会計士として初の米国公認会計士となる。等松・青木監査法人ニューヨーク事務所設立に参画。日本公認会計士協会会長、金融再生委員会委員、東京都参与などを歴任した。

## 概要
沖縄県生まれ。1954年東京大学経済学部卒業。1957年ペンシルバニア大学ウォートン校卒業(MBA)。1969年より1995年まで等松・青木監査法人(現 監査法人トーマツ)に勤務。等松・青木監査法人ニューヨーク事務所設立に参画。その間、日本公認会計士協会の国際委員会担当常務理事、世界会計士会議・東京大会の組織委員会副委員長、国際会計士連盟理事会の日本代表などを歴任。
1998年～2001年、日本公認会計士協会会長を務める。日本の会計基準の国際化に尽力した。1998年、金融機関の破綻処理や銀行への公的資金投入などを担う金融再生委員会（委員長は柳澤伯夫金融担当相）の委員メンバー五名のうちの一人として選ばれる。1999年、石原東京都知事に請われ、公会計改革のため東京都参与に就任。
1998年以降、金融庁公認会計士審査会委員、金融庁企業会計審議会委員、法務省法制審議会商法部会委員、財務省税制調査会特別委員、金融庁顧問、独立行政法人沖縄科学技術研究基盤整備機構監事などを務める。1996年黄綬褒章受章。2002年旭日中綬章受章。
2022年10月25日、敗血症のため死去。90歳没。

## 経歴
- 1954年‐東京大学経済学部卒業
- 1957年‐ペンシルバニア大学ウォートン校卒業(MBA)
- 1959年‐ペンシルバニア大学大学院博士課程単位取得退学
- 1959年～1962年‐琉球大学で、講師・助教授として教鞭をとる
- 1965年‐アーサー・ヤング事務所に勤務
- 1969年‐等松・青木監査法人(現 監査法人トーマツ)に勤務
- 1969年‐等松・青木監査法人ニューヨーク事務所設立に参画
- 1978年‐監査法人トーマツ代表社員
- 1996年‐法政大学大学院経営学研究科客員教授
- 1997年‐監査法人ナカチを設立 統轄代表社員
- 1998年‐中央大学大学院国際企業関係法研究科客員教授
- 1998年～2001年‐日本公認会計士協会会長
- 1998年～2001年‐金融再生委員会委員
- 1999年‐ナカチ経営研究所を設立 代表取締役
- 1999年～2002年‐東京都参与

## 著書
- 中地宏著「世界の会計思潮－国際会計会議80年の流れ」（同文館出版、1985年）
- 中地宏編著「自治体経営と機能するバランスシート」（ぎょうせい、2001年）
- 中地宏編著「自治体経営と行政評価制度」（ぎょうせい、2003年）